# Кастель (Главный корпус выборгского замка)
Кастель (Главный корпус) Выборгского замка — комплекс из трех укрепленных жилых корпусов замка, пристроенных внутри оборонительной стены прямоугольной формы. Состоит из трех корпусов: Западного, Южного и Северного. На протяжении XV—XVI веков к южным углам кастели были пристроены башни: Новая, Райская и Башня Сапожника , образовав тем самым единый комплекс зданий. В настоящее время в здании кастели (Главного корпуса) размещается экспозиция краеведческого музея, являющегося частью Выборгского объединённого музея-заповедника.
Кастель, от лат. castellum — тип оборонительного сооружения (замка), повторяющего традиции возведения каструмов, римских укреплённых лагерей. Согласно канону «замков-кастелей», со временем внутри четырёхугольного двора к оборонительным стенам пристраивались жилые флигели
,. С противоположной стороны (западной) от Башни Святого Олафа располагался форбург — Кузнечный двор.
Точное время возведения первых строений внутри первой оборонительной стены замка неизвестно. Ряд исследователей предполагает, что первые каменные строения могли быть возведены уже в XIV веке. Ранняя строительная история кастеля Выборгского замка прослеживается в письменных источниках только с XV века. В 1442—1449 годах в период правления наместника Карла Кнутссона Бунде перед первой оборонительной стеной, либо уже существовавшим зданиям замка-кастеля был возведен второй пояс каменной стены и башен. В рифмованной хронике Карла упоминаются строительные работы в Выборгском замке в период наместничества Бунде: «Он потратил много средств на строительство крепости … создал красивейшие палаты, покрыл их крышей, заставил построить вокруг стену, более красивого замка нельзя найти…». По мнению первого исследователя Выборгского замка Альфреда Хакмана в правление Бунде были перестроены уже имеющиеся нижние этажи кастеля и надстроен еще один этаж. Советский археолог Вячеслав Альбертович Тюленев пришел к заключению, что в период наместничества Бунде строительные работы затронули лишь частичную перестройку верхних ярусов первого оборонительного пояса и их увеличение по высоте на 5-6 м. С этого момента полная высота сооружений на вершине холма составляла не менее 12 м. В 1470-х годах к углу примыкания Западного и Южного корпусов была пристроена подковообразная Райская башня.
Средневековые помещения внутри кастеля на протяжении XV—XVII веков неоднократно перестраивались и меняли свою функцию. В XVI веке кастель была примерно такой же высоты, как и в конце XIX в. Был надстроен лишь на один этаж Западный флигель в той в части, которая примыкает к башне Св. Олафа. Во второй половине XVI века перестраиваются или надстраиваются верхние этажи кастеля. Основным материалом для нового строительства послужил кирпич, а архитектурные детали были выполнены в главенствующем тогда стиле Васа-ренессанс.
Во второй половине XVI векам к кастели были пристроены башни Новая и Башня Сапожника, которые стали выступающими флигелями кастеля. Окончательно архитектурный облик комплекса сформировался к началу XVII века.

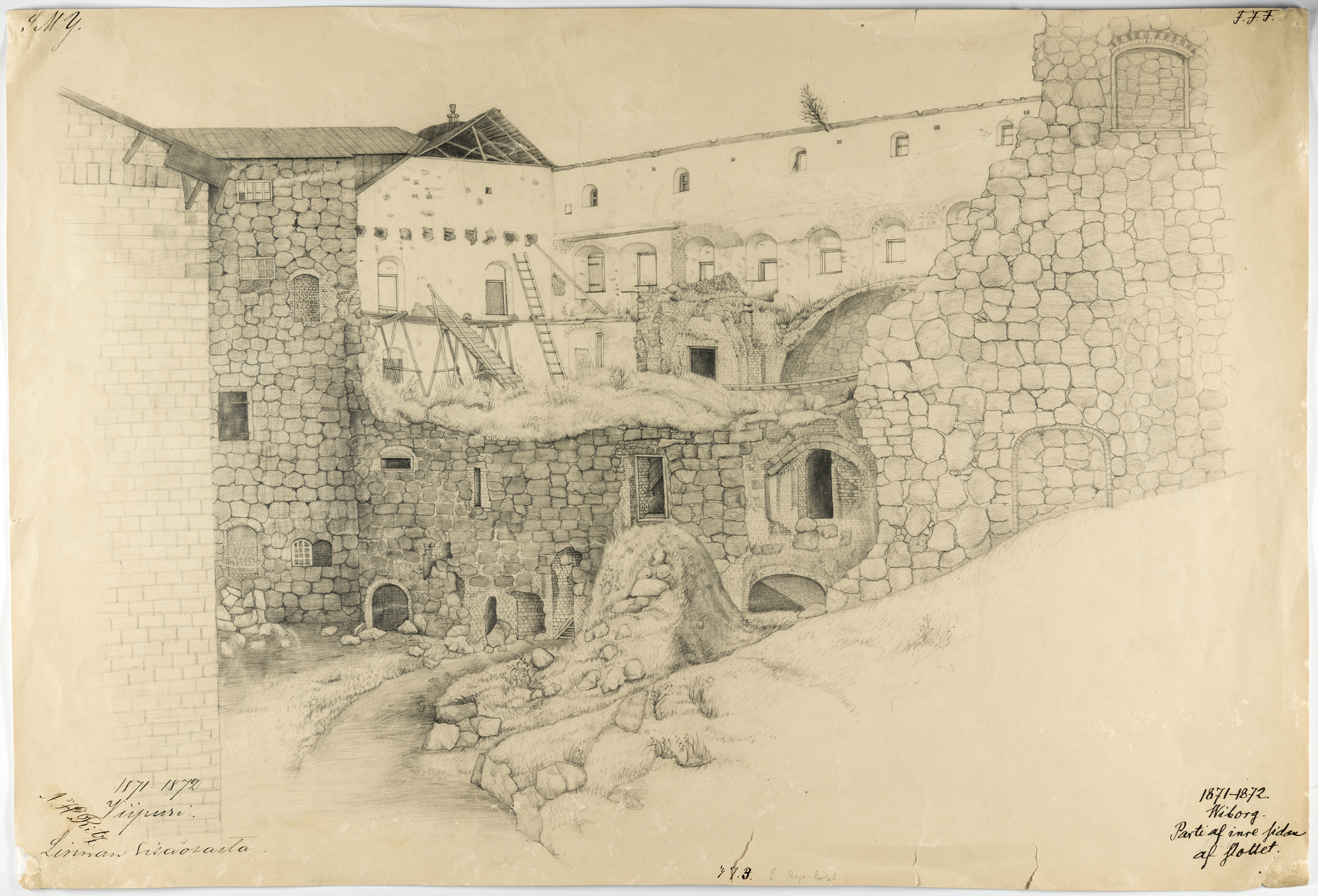
Ритц Х. А. Внутренний двор Выборгского замка. 1871—1872 гг. Музейное ведомство Финляндии

7 сентября 1856 г. — в день торжественного открытия Сайменского канала — при устройстве фейерверка на куполе башни Святого Олафа вспыхнул пожар: огонь уничтожил купол, междуэтажные перекрытия, перекинулся на главный корпус замка. Выгорели балки, потолки, обрушились внутренние стены Западного корпуса, остальные корпуса и башни не получили серьезных разрушений в результате пожара. В огне погибла часть архива главной башне Выборгской крепости Русской императорской армии. На «исправление Выборгского шлосса», а также «перестройку складов артиллерийского имущества…» в 1889—1892 гг. было ассигновано из казны 120000 рублей. В проектах Ремонтного комитета Выборгской инженерной команды первоначально было заметно желание сберечь исторический облик замка и даже восстановить некогда утраченные архитектурные элементы. Так, по первоначальному проекту предполагался ремонт примыкавшего к главному корпусу с южной стороны флигеля, который, в итоге, всё же был снесён к 1892 г. В то же время с самого военные инженеры не ставили себе цели максимально сохранить внутреннюю планировку и объёмы средневекового кастеля. Прежде всего, это касалось межэтажных перекрытий, которые требовалось усилить. В результате были изменены уровни этажей, а все сводчатые перекрытия разобраны. В стенах главного корпуса были пробиты новые окна.